# John Hamre
John J. Hamre, född den 3 juli 1950 i Watertown, South Dakota, USA, är en amerikansk akademiker och ämbetsman. Hamre var USA:s biträdande försvarsminister 1997-2000 och är alltsedan han avgick från den posten verkställande direktör för den säkerhetspolitiska tankesmedjan Center for Strategic and International Studies (CSIS) i Washington, DC.
Hamre, som är av norsk härstamning, tog bachelorexamen med statsvetenskap och ekonomi som huvudämnen vid Augustana College i Sioux Falls, South Dakota 1972. 1976 avlade Hamre masterexamen och 1978 filosofie doktorsexamen i statsvetenskap vid School of Advanced International Studies vid Johns Hopkins University. Han arbetade för kongressens budgetkontor (Congressional Budget Office) 1978-1984 med försvars- och utrikesfrågor. Därefter kom Hamre att arbeta för senatens försvarsutskott (Senate Armed Services Committee) fram tills Bill Clinton tillträdde som USA:s president 1993. Hamre tjänstgjorde som statssekreterare i försvarsdepartementet för budgetstyrning (Under Secretary of Defense Comptroller) 1993-1997, och som biträdande försvarsminister 1997-2000.